# Národní výbor (1945–1990)

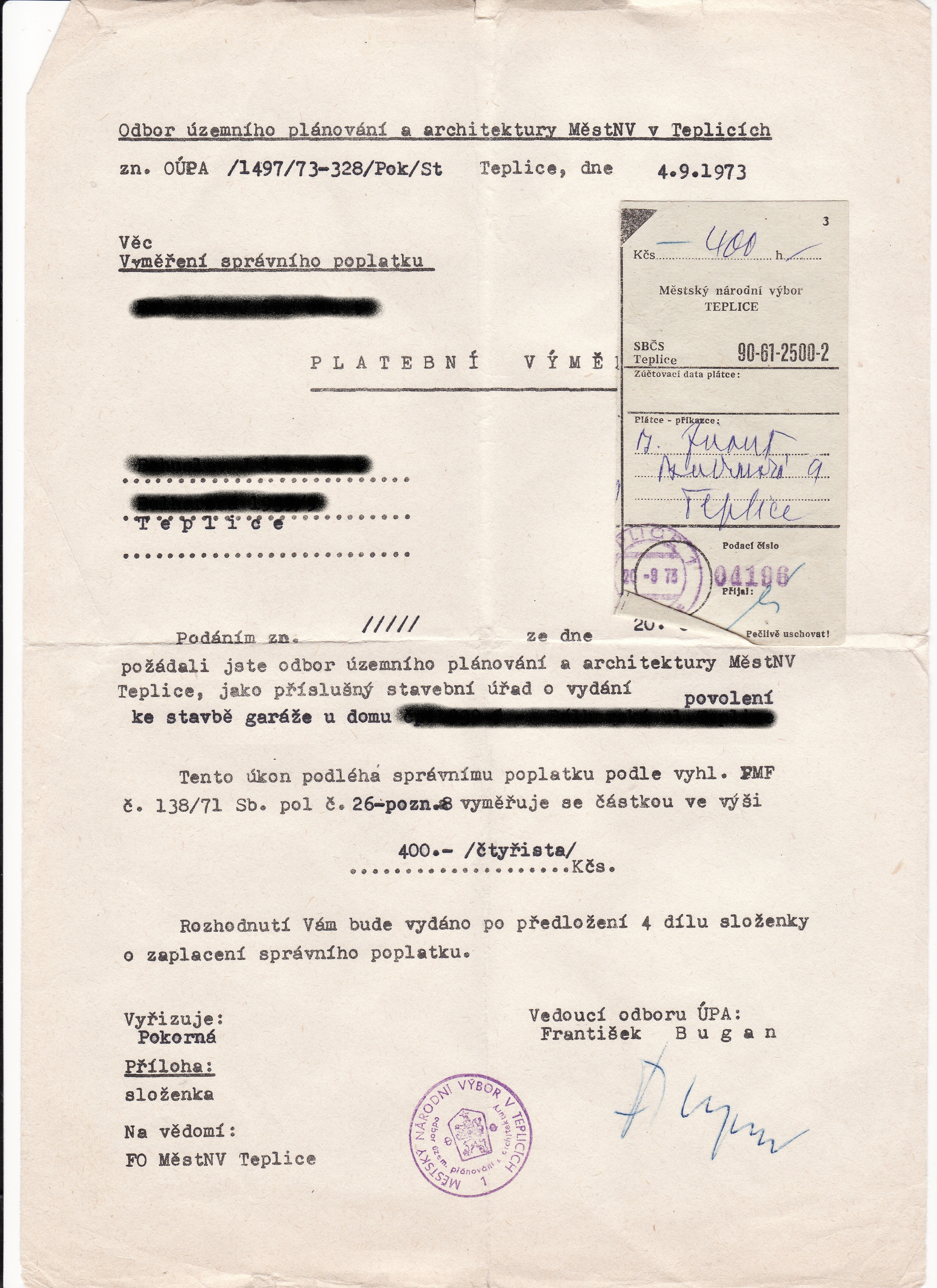
Platební výměr vyúčtovaný teplickým národním výborem

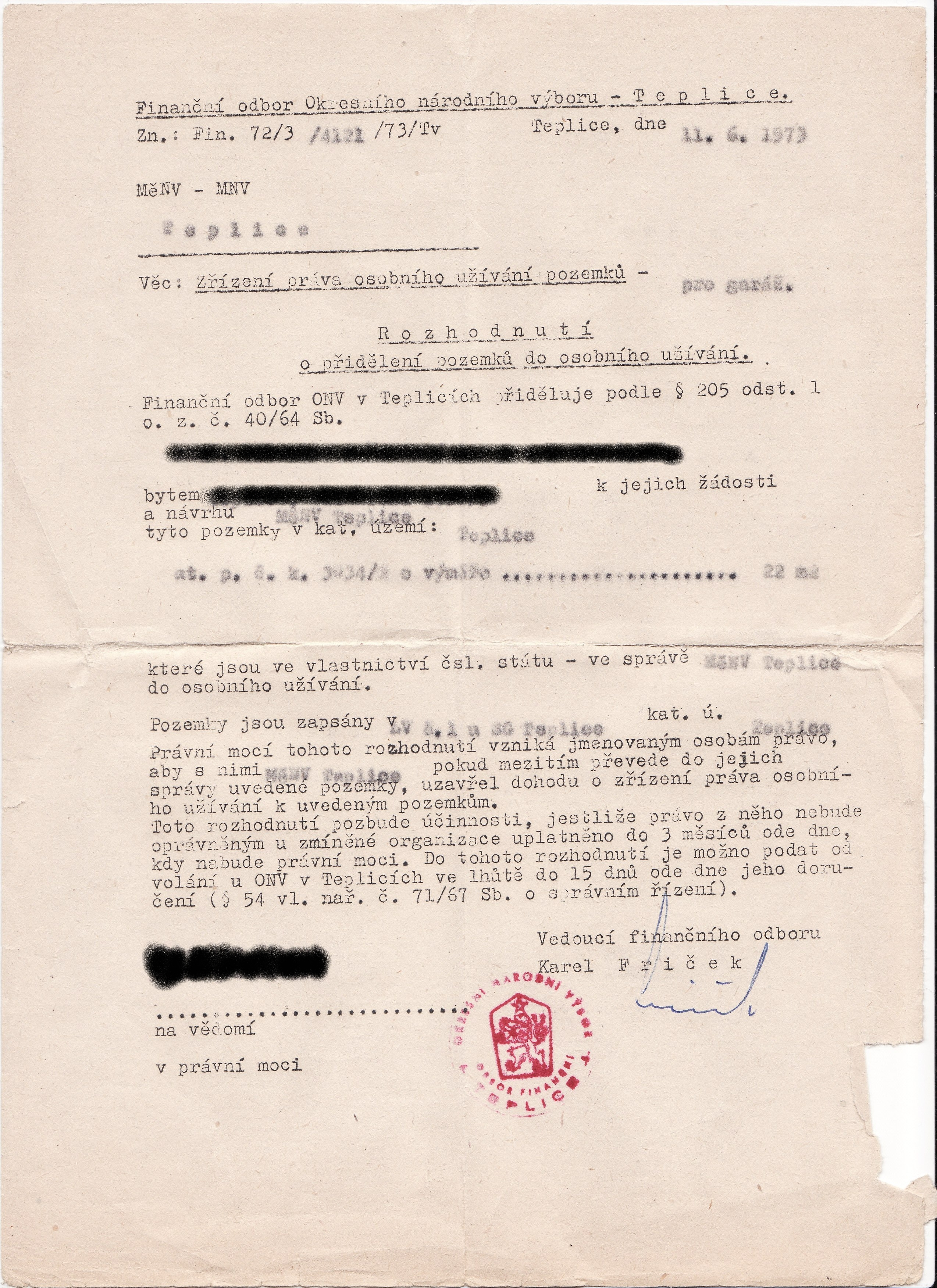
Vyjádření o přidělení pozemku do užívání zahrady – teplický národní výbor

Národní výbor (NV) byl v letech 1945–1990 orgán československé státní správy na úrovni obce, města, městského obvodu, okresu, kraje, nebo země. Národní výbory měly své formálně volené orgány (plénum a rada NV – podobně jako dnešní orgány samosprávných celků „zastupitelstvo“ a „rada“). Názvem chtěly národní výbory navázat na československou tradici z období rané existence státu, kdy vznikaly tyto orgány jako nástroj nově ustanovené správy na území vznikajícího státu, ale de facto[zdroj⁠?!] vznikla obdoba ruských sovětů.

## Hierarchie
Národní výbory se označovaly a rozčleňovaly podle místa, kde působily. Přestože socialistický stát nerozlišoval mezi městem a vsí, rozlišení na obecní a městský národní výbor se tehdy používalo. Podle toho se také skutečně rozlišovalo, jestli daná obec měla status města. Dělení národních výborů bylo následující:
- na úrovni měst, obcí a městských obvodů:
  - místní národní výbor (MNV) – v obcích, a později v připojených částech Prahy
  - městský národní výbor (MěstNV, MěNV)
  - obvodní národní výbor (ObvNV, ObNV, ONV)
- na úrovni okresů (mimo Brno, Ostravu a Plzeň) – okresní národní výbor (ONV)
- v letech 1945–1948 také na úrovni zemské – zemský národní výbor (ZNV)
- od roku 1949 byla zemská úroveň nahrazena úrovní krajskou – krajský národní výbor (KNV)
- v letech 1949–1954 působil v některých městech jednotný národní výbor (JNV), který slučoval funkci městského národního výboru a okresního národního výboru
- Praha měla Národní výbor hlavního města Prahy (NVP), Bratislava obdobně NVB

Národní výbory vznikaly ilegálně již v prvních letech okupace jako revoluční orgány. Jejich vznik a organizace jako nových státních orgánů byla poprvé zakotvena v ústavním dekretu prezidenta republiky ze dne 4. prosince 1944. Ten pojímal národní výbory jako orgány prozatímní, pro přechodné období (s národními výbory nesouhlasil londýnský exil[zdroj?], protože odporovaly principům prvorepublikové správy, naopak byly prosazovány moskevským komunistickým exilem). Zavedeny do praxe pak byly vládním nařízením č. 4/1945 Sb. a dekretem prezidenta republiky č. 121/1945 Sb.
Definitivní platnost ustanovení národních výborů byla potvrzena ústavou z roku 1948: „Článek X: Nositelem a vykonavatelem státní moci v obcích, okresích a krajích a strážcem práv a svobod lidu jsou národní výbory“.
V čele NV stál předseda, od roku 1948 zásadně člen KSČ. Národní výbory sloužily jako prodloužená ruka pro výkon centrálního řízení ekonomiky a celé společnosti až na místní úroveň. Principy samosprávy byly notně okleštěny a rozhodování se dělo v duchu demokratického centralismu. V zásadě šlo o to, že se vždy a na všech úrovních deklarovalo plnění „usnesení x-tého sjezdu KSČ“.
Nová soustava národních výborů byla zavedena od 17. května 1954:
- ústavní zákon o národních výborech (č. 12/1954 Sb.),
- zákon o národních výborech (č. 13/1954 Sb.),
- zákon č. 14/1954 Sb., o volbách do národních výborů.

V rámci správní reformy roce 1960 byl přijat nový zákon o národních výborech (č. 65/1960 Sb.), který byl později nahrazen zákonem č. 69/1967 Sb. V roce 1990 byly národní výbory zrušeny, přičemž byla obnovena obecní samospráva a pro státní správu na okresní úrovni zřízeny okresní úřady.

## Volby do národních výborů
Po prvotním vytvoření národních výborů obvykle na základě paritního zastoupení všech politických stran národní fronty v roce 1945 došlo k úpravě jejich složení na základě voleb do ústavodárného národního shromáždění v roce 1946 a to podle poměru obdržených hlasů na území spravovaném příslušným národním výborem. Jelikož v únoru 1948 došlo k obměnám na základě rozhodnutí akčních výborů národní fronty, nebyly volby do národního shromáždění v květnu 1948 již použity k novému zohlednění poměru členů NV. První volby, kdy se přímo volilo složení národních výborů, se tak konaly až na základě zákonů o č. 12 až 14/1954 Sb. v květnu 1954. Vzhledem k délce volebního období stanoveného na 3 roky se další volby konaly samostatně dne 19. května 1957 v polovině funkčního období národního shromáždění. Na základě zákona č.65/1960 Sb. došlo k úpravě volebního období na shodné s národním shromážděním a až do zrušení národních výborů v roce 1990 se volby konaly současně s volbou do národního shromáždění či později s volbou do federálního shromáždění a příslušné národní rady. Ve všech volbách od roku 1954 se volilo systémem jednotné kandidátky národní fronty s možností přeškrtnutí jména kandidáta na lístku v případě nesouhlasu s kandidátkou.

## Národní výbory a zemědělská správa
Nejdůležitější agendou národních výborů se stala v poválečném Československu zemědělská správa, která byla přímo podřízená vrcholnému zemědělskému orgánu ministerstvu zemědělství, ovládanému KSČ. Již 10. května 1945 vydal komunistický ministr zemědělství Július Ďuriš Směrnice pro národní výbory o nejnutnějších opatřeních v zemědělství. KSČ dala směrnicemi najevo, že národní výbory budou orgány lidové moci a správy, které se budou podílet na správě a vývoji poválečného zemědělství. Z obsahu směrnic byla nejdůležitější výzva rolníkům, domkářům a zemědělským pracovníkům, aby nečekali na schválení zákonů a převzali moc v českých vesnicích a zemědělskou půdou. Zároveň měli vytvářet rolnické komise, které v součinnosti s národními výbory měly převzít zemědělský majetek, podléhající konfiskaci. Též v nich byla zakotvena národní správa. Tyto směrnice vyšly ve velkém nákladu 100 000 výtisků a byly rozšiřovány hlavně na venkově. Směrnice nahrazovaly právní předpisy a podporovaly revoluční poválečnou euforii a nezákonné jednání na venkově. Dne 21. června promluvil Július Ďuriš ve večerním vysílání rozhlasu a opětovně vyzýval ke konfiskaci zemědělského majetku.
A teď voláme k zemědělskému lidu: Máte již zákon o okamžité konfiskaci a rozdělení německé a zrádcovské půdy. Proveďte okamžitě toto veliké dílo! Utvořte ihned místní a okresní rolnické komise z oprávněných uchazečů, zabavte půdu zrádců a nepřátel, dohodněte se o podílech a úhradě a předložte své návrhy přes zemské Národní výbory ministerstvu zemědělství! Tuto a příští neděli přebírejte všude všenárodními manifestacemi půdu do rukou národa! Jednejte ihned! Čekali jste dlouho, teď vaše nová lidová a demokratická vláda plní vaše tužby.
Národní obroda, 23.06.1945
Místní národní výbory měly v konfiskačním a přídělovém řízení celou řadu úkolů: okresním národním výborům podávaly návrhy na provedení konfiskace a přijímaly přihlášky od oprávněných uchazečů o příděl zemědělské půdy, zkoumaly žadatele po stránce národní spolehlivosti (zjišťovaly jejich chování během okupace) a po stránce jejich zemědělské kvalifikace, žadatelů, připravovaly volby místních rolnických komisí, měly dbát na to, aby lesy a lesní půda do 50 ha byly přidělovány obcím nebo družstvům, zabezpečovaly řádné a včasné obdělávání zemědělské půdy v obcích, dohlížely na chod zemědělské výroby.
Národní výbory ve vnitrozemí spolupůsobily při výběru občanů pro přesídlení do pohraničí, vedly jejich evidenci a s osidlovacími komisemi ministerstva zemědělství spolupracovaly na osídlovacím plánu. Úkolem správních komisí v pohraničí bylo zajištění bezpečného života v obci, obnovení komunikací, ochrana státního majetku a zajištění zásobování, na zemědělských podnicích zaváděly českou národní správu, organizovaly jejich zemědělskou výrobu a měly uvádět do provozu konfiskované zemědělské stroje, osídlencům poskytovaly bydlení. Postupně se z nich vytvářely místní národní výbory.

### Přídělové komise
Správa konfiskovaného zemědělského majetku připadla Národnímu pozemkovému fondu. U každého Osidlovacího úřadu v Praze a Bratislavě (pod vedením Ústřední komise pro vnitřní osídlení při ministerstvu vnitra) byl založen Fond národní obnovy, který zabezpečoval úkoly související s pozemkovou správou konfiskovaného majetku, s jeho rozdělením a přidělením. K provádění vlastního přídělového řízení ve vnitrozemí vznikaly u místních národních výborů tří až desetičlenné přídělové komise (nejvýše desetičlenné okresní přídělové komise), které měly poradní a kontrolní funkci.
Rolnické komise, složené z uchazečů o půdu (neplatila u nich paritní zastoupení politickými stranami),